# Список особо охраняемых природных территорий Ярославской области
На середину 2010 года в Ярославской области насчитывалось 1 заповедник, 1 национальный парк, 45 государственных природных заказников и 321 памятник природы.

## Заповедники
- Дарвинский заповедник

## Национальные парки
- Плещеево озеро

## Заказники
Федерального значения (1)
| Наименование и местонахождение                             | Площадь, га | Ответственная организация                              | Границы                                                  |
| ---------------------------------------------------------- | ----------- | ------------------------------------------------------ | -------------------------------------------------------- |
| Ярославский (зоологический), Даниловский и Некрасовский МР | 14300       | Ярославское областное управление охотничьего хозяйства | на левом берегу Волги, в низовьях рек Соть, Касть, Вопша |

Регионального значения (41)
| Наименование и местонахождение                                                                     | Площадь, га | Ответственная организация                                    | Границы |
| -------------------------------------------------------------------------------------------------- | ----------- | ------------------------------------------------------------ | --- |
| Алферовский (зоологический), Брейтовский и Некоузский МР                                           | 10500       | Ярославская областная станция по борьбе с болезнями животных | северная: от д. Горелово Брейтовского МР по шоссейной дороге на восток через населенные пункты Водяники, Бор-Дорки до д. Дубец; восточная: от д. Дубец по шоссейной дороге на юг через населенные пункты Новинка, Иванцево до д. Обухово Некоузского МР; южная: от д. Обухово на запад по проселочной дороге через населенные пункты Аниково, Федоровская, Матуково до с. Покров-Раменье; западная: от с. Покров — Раменье на север по проселочной дороге через д. Марьино до д. Жеребцово, далее вниз по левому берегу р. Изохи до р. Чеснавы и по левому берегу р. Чеснавы до д. Горелово |
| Верхне-Волжский (зоологический), Мышкинский и Угличский МР                                         | 15700       | Ярославская областная станция по борьбе с болезнями животных | северная: от р. Волги вверх по правому берегу р. Юхоть до д. Семенково Мышкинского МР; восточная: от д. Семенково по правому берегу р. Улеймы вверх до д. Фалюково Угличского МР; южная: от д. Фалюково на запад по проселочной дороге через д. Фомино до д. Васильки; западная: от д. Васильки по р. Волге до устья р. Юхоть |
| Гаврилов-Ямский (зоологический), Гаврилов-Ямский МР                                                | 10000       | Ярославская областная станция по борьбе с болезнями животных | северная: от д. Котово на восток по проселочной дороге через деревни Калинино, Константиново до с. Юцкого; северо-восточная: от с. Юцкого на ЮВ по проселочной дороге до д. Селище; юго-восточная, южная и западная: от д. Селище по левому берегу р. Лахость до д. Котово |
| Ильинский (зоологический), Угличский МР                                                            | 10500       | Ярославская областная станция по борьбе с болезнями животных | северо-западная: от д. Щербово на СВ по асфальтированной дороге до д. Епихарки, далее по лесной дороге на СВ на ур. Рычково (бывшая д. Рычково); восточная: от ур. Рычкова по лесной дороге на ЮВ через ур. Тутково на д. Костяново, далее на юг по течению ручья Дериножка до впадения его в р. Устье; южная: от устья ручья Дериножка вверх по течению р. Устье (по правому берегу) до устья ручья Пореченка; западная: от устья ручья Пореченка вверх на север до д. Щербово |
| Камчатский (зоологический), Пошехонский МР                                                         | 9200        | Ярославская областная станция по борьбе с болезнями животных | западная: от с. Ермакова по проселочной дороге через деревни Григорово, Сакулино, Гусино и далее до пересечения с узкоколейной ж/д линией; северная: по узкоколейной ж/д линии на восток до пересечения с балластной ж/д линией Сохоть — Зубарево в районе 55 стрелки; восточная: далее на юг по балластной узкоколейной линии Сохоть — Зубарево до пересечения с р. Конгорой; южная: вниз по течению р. Конгоры с полосой суши шириной 200 м левого берега до с. Ермакова |
| Козский (зоологический), Первомайский МР                                                           | 12100       | Ярославская областная станция по борьбе с болезнями животных | северная: от д. Халитово по дороге через деревни Спирево, Легково, Плишкино до д.3аречнево; восточная: от д.3аречнево по проселочной дороге через деревни Дор-Спасский, Афанасово, Дор-Ваганский до д. Савинское, далее на юг по проселочной дороге до д. Путрево; южная: от д. Путрево на запад по проселочной дороге через деревни и урочища Кривцово, Лылово, Комарово, Шелухино до с. Киево; западная: от с. Киево на север по проселочной дороге через с. Коза до д. Халитово |
| Козьмодемьянский (зоологический), Ярославский МР                                                   | 8100        | Ярославская областная станция по борьбе с болезнями животных | западная и северная: от с. Курба вниз по р. Курбице до р. Пахмы, далее вниз по р. Пахме до с. Богослов; восточная: от с. Богослов по проселочной дороге через деревни Матвеево, Ефремово до д. Вощино, далее по р. Воидель до р. Которосль, вверх по р. Которосль до железной дороги Ярославль — Москва и по этой железной дороге на юг до ст. Козьмодемьянск; южная: от ст. Козьмодемьянск по шоссейной дороге до с. Курба |
| Кученевский (зоологический), Пошехонский МР                                                        | 20100       | Ярославская областная станция по борьбе с болезнями животных | северная: от пос. Кученевка Пошехонского района на восток по насыпи узкоколейной железной дороги до пересечения с проселочной дорогой, идущей от д. Голубково до д. Нестерцево Первомайского района, далее по этой проселочной дороге через бывшую д. Михайловское до бывшей д. Николино; восточная: от бывшей д. Николино на юг по Новленскому болоту до истока р. Соги, далее по р. Соге до пересечения с дорогой, идущей из д. Акишево на д. Мочальники, затем от р. Соги по этой дороге на юго-восток до д. Рыбино; южная: от д. Рыбино на запад по проселочной дороге через населенные пункты Николо-Раменье, Есипово до с. Белого; западная: от с. Белое на север по шоссейной дороге с. Белое — с. Благодать до пересечения её с р. Согой, далее по левому берегу р. Соги до пос. Кученевка |
| Левашовский (зоологический), Некрасовский МР                                                       | 15410       | Ярославское управление сельскими лесами                      | северная: от устья р. Солоницы вниз по фарватеру р. Волги до границы Ярославской области с Костромской; восточная: от фарватера р. Волги на юг по границе Ярославской области с Костромской до границы военного полигона «Песочное», далее по границе военного полигона «Песочное» с землями государственного лесного фонда до границы СПК «Некрасовское», далее по границе военного полигона «Песочное» с землями СПК «Некрасовское», ЗАО Левашово до пересечения с шоссе Москва-Кострома в районе д. Лихобразово; южная: по шоссе Москва-Кострома от д. Лихобразово до пересечения с проселочной дорогой, идущей на д. Суворово, далее по этой дороге через д.д. Суворово, Климовское, Пирогово до пос. Некрасовское, далее через пос. Некрасовское по дороге до моста через р. Солоницу; западная: от моста через р. Солоницу по её фарватеру вниз по течению до пересечения с фарватером р. Волги. |
| Наумовский (зоологический), Любимский МР                                                           | 11000       | Ярославская областная станция по борьбе с болезнями животных | северо-восточная: от д. Бряково на ЮВ по проселочной дороге через деревни Палагино, Варлыгино до д. Поторочино; восточная: от д. Поторочино по левому берегу р. Руши до впадения её в р. Обнору; юго-западная: от устья р. Руши по правому берегу р. Обноры до устья р. Шарны; западная: от р. Обноры на север по правому берегу р. Шарны до д. Бряково |
| Парфеньевский (зоологический), Некоузский МР                                                       | 10100       | Ярославская областная станция по борьбе с болезнями животных | северная: от ур. Глядки по границе Ярославской области на СВ до бывшей д. Нивицы, далее по р. Верексе до бывшей д. Романихи; восточная: от бывшей д. Романихи на юг по проселочной дороге, идущей вдоль левого берега р. Верексы до с. Парфеньева; южная: от с. Парфеньева по шоссейной дороге через деревни Мосеево, Колодеево до с. Рожалова; западная: от с. Рожалова на север по проселочной дороге через деревни Курьяки, Боброво, Афонино до ур. Глядки |
| Сотинский (зоологический), Любимский МР, Даниловский МР                                            | 10400       | Ярославская областная станция по борьбе с болезнями животных | северная: от моста через р. Соть по шоссе Ярославль — Любим до с. Закобякина Любимского МР; восточная: от с. Закобякина на ЮВ по дороге через деревни Фомино, Рудниково до д. Исады Любимского МР, от д. Исады вниз по р. Костроме до сухопутной границы с Костромской областью; южная: от р. Костромы по границе с Костромской областью до устья р. Соть; западная: от устья р. Соть по реке до д. Глазово Даниловского МР и далее по гравийной дороге до д. Теперское Даниловского МР, затем по шоссе Ярославль — Любим до моста через р. Соть |
| Устьевский (зоологический), Ростовский МР                                                          | 800         | Ярославская областная станция по борьбе с болезнями животных | включает в себя реки Устье и Которосль от д. Спирцово на р. Устье до д. Стрелы на р. Которосль и участок поймы этих рек шириной 400 м — по 200 м вдоль каждого берега |
| Ухринский (зоологический), Тутаевский МР, Даниловский МР                                           | 18800       | Ярославская областная станция по борьбе с болезнями животных | северная: от д. Медведки Даниловского МР по правому берегу р. Ухры вверх до устья р. Вожерки; восточная: от устья р. Вожерки вверх до д. Демидково, далее по проселочной дороге через бывшую д.3иновское до бывшей д. Алексеевское Тутаевского МР; южная: от бывшей д. Алексеевское на запад по просеке ЛЭП до д. Великое Село; западная: от д. Великое Село на север по шоссе до д. Руновское, далее по проселочной дороге через деревни Ищейки, Извалки до д. Медведки |
| Карачуново болото (ландшафтный), Большесельский МР                                                 | 510         | Тутаевский лесхоз                                            | в границах кварталов 55-58 Большесельского лесничества Тутаевского лесхоза |
| Сосновый бор Высоковский (ландшафтный), Борисоглебский МР                                          | 3305        | Борисоглебский лесхоз                                        | в границах 91, 49-53, 34-48 кварталов Высоковского лесничества Борисоглебского лесхоза |
| Узел слияния рек Лахость и Которосль (ландшафтный), Гаврилов-Ямский МР                             | 900         | СПК «Лахость», администрация Кузовского сельсовета           | 600-метровая зона по обоим берегам русел рек Которосль и Лахость в границах земель сельскохозяйственного предприятия «Лахость» |
| Моховое болото (ландшафтный), Даниловский МР                                                       | 1225        | Ермаковский и Вахтинский сельские округа, Даниловский лесхоз | северная: по естественной границе болотного массива, совпадающей с горизонталью 140 м, на водоразделе рек Чернуха и Костромка между автодорогами Данилов — Пошехонье и Данилов — Шаготь, от истока р. Чернухи по северному мелиоративному каналу; восточная: от восточного конца канала по дороге Кондратово-Мохово-Очкасово до истоков р. Костромки; южная: от пересечения истоков р. Костромки с южным магистральным мелиоративным каналом по этому каналу на запад; западная: по горизонтали 140 м |
| Сосновый бор Сычёво (ландшафтный), Даниловский МР                                                  | 15,2        | Середской с/о, Даниловский лесхоз                            | в границах 25 кв. Середского лесничества Даниловского гослесхоза |
| Роща Зимницы (ландшафтный), Даниловский МР                                                         | 1,5         | Покровский с/о, Даниловский с/л — филиал ФГУ «Ярсельлес»     | в границах естественной линии опушки насаждений |
| Роща у села Хабарова (ландшафтный), Даниловский МР                                                 | 24          | Ермаковский с/о, Даниловский с/л — филиал ФГУ «Ярсельлес»    | в границах естественной опушки насаждений, высаженных в 150 м к югу от автодороги Данилов — Хабарово в виде компактного неправильного четырёхугольника |
| Болото у деревни Морское (ландшафтный), Мышкинский МР                                              | 400         | СПК «Красная звезда»                                         | в естественных границах болотного массива в 100 м к СЗ от д. Морское |
| Болото Большое у деревни Шалимово (ландшафтный), Мышкинский МР                                     | 2449        | Рыбинский лесхоз                                             | в границах 36, 37, 42-45, 51-54, 60-63, 67-72, 76-82, 85, 92, 95-100, 106—109, 112—114, 116—118 кварталов Приволжского лесничества Рыбинского лесхоза |
| Долина реки Юхоть (ландшафтный), Мышкинский МР                                                     | 400         | ЗАО ПО «Заволжье»                                            | в пределах речной долины р. Юхоть на отрезке от устьевого створа до границы МО полосой 500 м по правому берегу реки, за исключением земель населенных пунктов |
| Борковский (ландшафтный), Некоузский МР                                                            | 2900        | ИБВВ РАН имени И. Д. Папанина                                | северная от д. Большие Заломы на восток до судоходного фарватера Волжского отрога; восточная по западным бакенам судоходного фарватера на юг до урочища Радонского (бывшей д. Радонское); южная от судоходного фарватера Волжского отрога на запад до урочища Радонского (бывшей д. Радонское), далее вверх по р. Сутке до устья р. Шуморовки и вверх по течению р. Шуморовки до д. Погорелки; западная от д. Погорелки по дороге через д. Григорово до д. Большие Заломы |
| Флористический (ботанический), Некоузский МР                                                       | 9509        | администрация Шестихинского с/о                              | северная: р. Шумаровка; северо-восточная: Рыбинское водохранилище; южная: станция Шестихино — станция Волга; западная: автодорога Шестихино — Брейтово |
| Болотная система Новленское (Пыханское + Чёрное + Хватовское) (ландшафтный), Первомайский МР       | 8972        | Пречистенский лесхоз                                         | в границах кварталов 1-36 Козского лесничества Пречистенского лесхоза |
| Болото Исаковское (ландшафтный), Первомайский МР                                                   | 4363        | Пречистенский лесхоз                                         | в границах кварталов 1-36 Первомайского лесничества Пречистенского лесхоза |
| Сосновый бор Ескино (ландшафтный), Первомайский МР                                                 | 66,4        | Первомайский лесхоз                                          | по естественным границам болотного массива; северная: по мелиоративным дренам, впадающим в магистральный канал — водоприемник на севере массива в 1000 м к югу от дороги Ескино — Пеньково; южная: от южной оконечности центрального канала по границе болотного массива, в 350 м к СЗ от д. Степанихи; западная: вдоль грунтовой дороги, опоясывающей массив с запада |
| Болото Большое Ескино (ландшафтный), Первомайский МР                                               | 221,3       | Первомайский лесхоз                                          | в естественных границах болотного массива; северная: вдоль грунтовой дороги Большое Ескино — Нофринское; южная: вдоль грунтовой дороги Большое Ескино — Ефимовское; западная и восточная: по границам болотного массива |
| Болото Жарковское (ландшафтный), Первомайский МР                                                   | 97          | Пречистенский лесхоз                                         | в границах кварталов 50, 56, 57 Скалинского лесничества Пречистенского лесхоза |
| Болото Половецко-Купанское (ландшафтный), Переславский МР                                          | 2698        | Переславский лесхоз                                          | расположено на водоразделе рек Сольба и Нерль (верховье) |
| Болото Нагорьевское (ландшафтный), Переславский МР                                                 | 1784        | Опытное лесоохотничье хозяйство УМТО ФСБ России              | расположено на водоразделе рек Сольба и Нерль (низина) |
| Болотная система Белая (Студенец + Половецкое + Жулеево) (ландшафтный), Переславский МР            | 2309        | Переславский лесхоз                                          | в границах 16, 17, 22-27, 31-36, 41-49, 51, 53, 54, 56, 57 кварталов Заладьевского лесничества Переславского лесхоза |
| Болото Сахатское (гидрологический), Ростовский МР                                                  | 1840        | Ростовский опытный лесхоз, Карашская с/а                     | восточная: от окраины д. Заречье по границе Ярославской и Ивановской областей до северной границы кв. ГЛФ; северная: по границе кв. ГЛФ на запад по краю болотного массива до истока р. Сахты; западная: от истока р. Сахты до д. Ильинки и от неё параллельно грунтовой дороге Ильинка — Новоселка — Захарово — Заречье по естественной границе болотного массива (совпадает с горизонталью 140 м) до границы между областями в районе д. Заречье |
| Монашеское урочище (ландшафтный), Ростовский МР                                                    | 2970        | Ростовский опытный лесхоз                                    | южная: от пересечения ЛЭП с руслом р. Сары, в 1500 м к СВ от моста через р. Сару в створе д. Каюрово, вверх по течению реки по границе лесного 45 кв. Петровского лесничества Ростовского лесхоза, затем на СВ до пересечения с автодорогой Петровское — Заречный по границе того же квартала, далее от этого пересечения 750 м на СЗ по границе 41 кв. Петровского лесничества; северная: от угловой точки 41 кв. по ЛЭП на восток 1000 м до северо-восточного угла лесного квартала и от этого угла 100 м на юг до русла р. Сары |
| Верховья реки Сары около деревни Нагая Слобода (ландшафтный), Ростовский МР                        | 1100        | Ростовское отделение «Яроблохотрыболовобщество»              | от истока р. Сары в Сарском болоте вдоль русла реки вниз по течению до моста ниже с. Спас — Смердино (на отрезке течения длиной 23 000 м) полосой 250 м с обеих сторон русла |
| Долина реки Которосль от деревни Стрелы до границы Ростовского района (ландшафтный), Ростовский МР | 1600        | Ростовское отделение «Яроблохотрыболовобщество»              | юго-восточная: от моста через мелиоративную канаву севернее д. Стрелы по грунтовой дороге, ведущей по правобережью р. Которосль, до пересечения этой дороги с нижним концом магистральной дрены, дренирующей болотный массив к северу от с. Василькова, от места пересечения по прямой 4500 м до западной окраиныд. Цыбаки и отсюда до русла р. Которосль; северо-западная: от левобережья русла р. Которосль в этом же створе (д. Цыбаки), огибая Баклановскую старицу по границе естественных луговых угодий поймы р. Которосль, с захватом всех стариц на 500 м южнее к линии, соединяющей по прямой селения Бакланово — Приимково — Полежаево — Курбаки до грунтовой дороги, соединяющей с. Новоникольское с д. Стрелы; западная: по этой грунтовой дороге на ЮВ 3000 м до брода через р. Которосль в створе д. Стрелы                                                                             |
| Болото Варгазное (ландшафтный), Тутаевский МР                                                      | 992         | Никольская сельская администрация                            | западная: от места впадения р. Кирехоть в р. Ухру 3300 м на ЮЗ по руслу р. Ухры вверх по течению (к её истоку); южная: от последней угловой точки по прямой к месту пересечения ЛЭП с просекой, в 1000 м западнее д. Алексеевское; восточная: по этой просеке 300 м на СВ до впадения в р. Кирехоть безымянного ручья (в створе ур. Новинки); северная: от этой угловой точки по правому берегу р. Кирехоть до впадения в р. Ухру, включая 13 кв. Никольского лесничества Тутаевского лесхоза |
| Болото Каиловское (ландшафтный), Угличский МР                                                      | 1259        | Угличский лесхоз                                             | в границах 64, 65 (часть), 66 (часть), 68 (часть), 69—77 кварталов Ильинского лесничества Угличского лесхоза |
| Лес Берендеево царство (ландшафтный), Угличский МР                                                 | 300         | Угличский лесхоз                                             | южная: по дороге Углич — Нефедьево на участке д. Карповской — мост через р. Улейму; северная: образована правым берегом р. Улеймы от того же моста (верхний створ) до д. Карповской (нижний створ) с включением территории всего 126 кв. Дивногорского лесничества Угличского лесхоза |